# تشارلز أنغراند
تشارلز أنغراند (بالفرنسية: Charles Angrand)‏ (19 أبريل 1854 - 1 أبريل 1926) كان رساماً فرنسياُ اكتسب شهرة من رسوماته ولوحاتها التي اتبع فيها الاسبوع النقطي (الانطباعية الجديدة). كان أنغراند عضواً مهماً في المشهد الفني الطليعي الباريسي في أواخر عقد 1880 وأوائل عقد 1890.

## حياته وأعماله
ولد تشارلز أنغراند في منطقة النورماندي في فرنسا للزوجين تشارلز أنغراند (1929-1896) وكان مدير مدرسة، وماري (1833-1905).
تلقى تدريباً فنياً في أكاديمية الرسم والتصوير في روان. كانت زيارته الأولى إلى باريس عام 1875، ليرى أعمال جان-بابتيست-كامي كاروت في مدرسة الفنون الجميلة. كانت زيارته الأولى إلى باريس عام 1875، ليرى أعمال جان-بابتيست-كامي كارو في مدرسة الفنون الجميلة كان لكارو تأثيراً كبيراً في بدايات أنغراند.

## معرض الصور

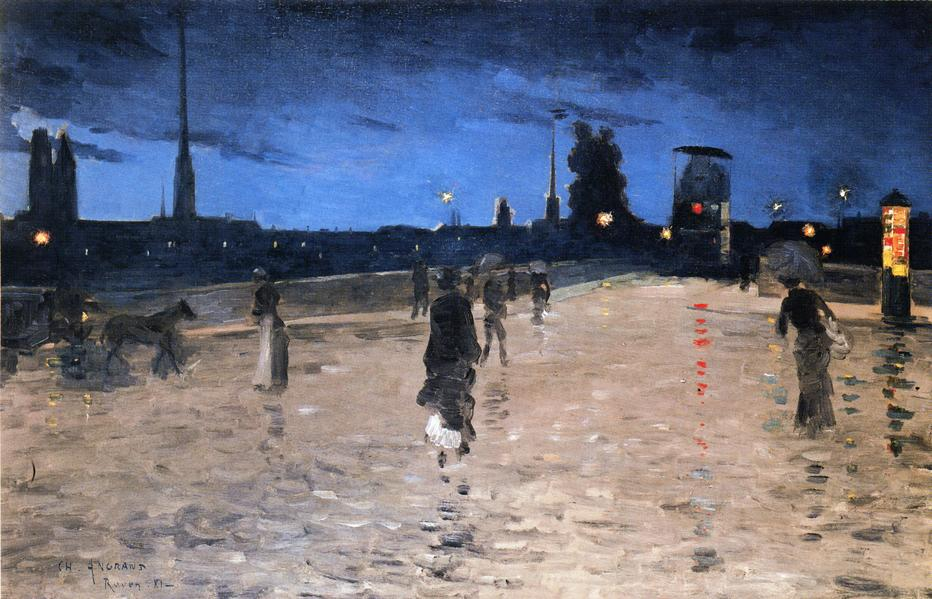
الجسر الحجري، ca. 1880
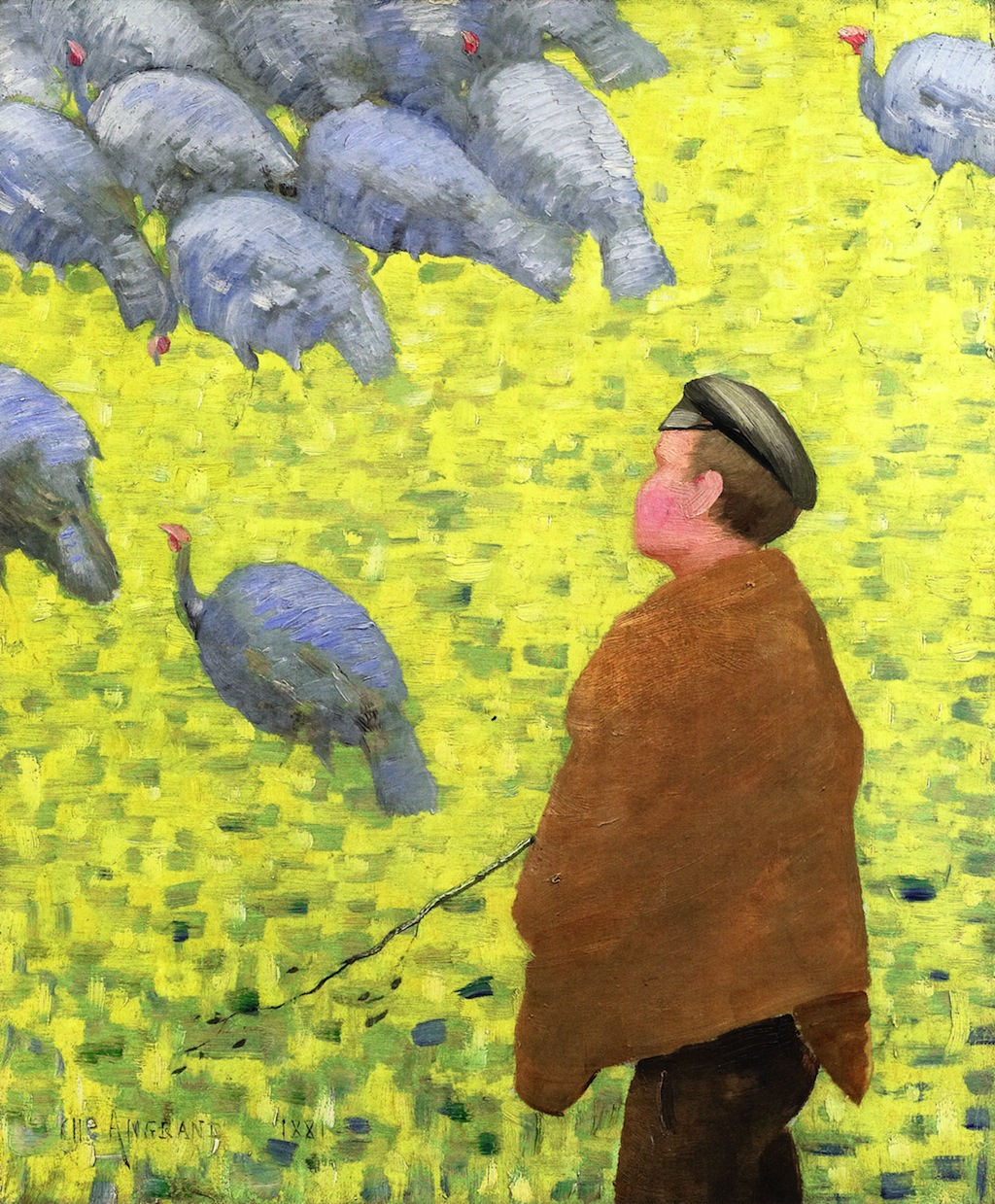
راعي الديوك، 1881
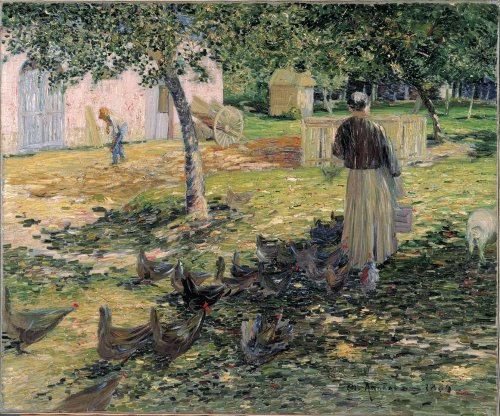
علْف الدجاج، 1884
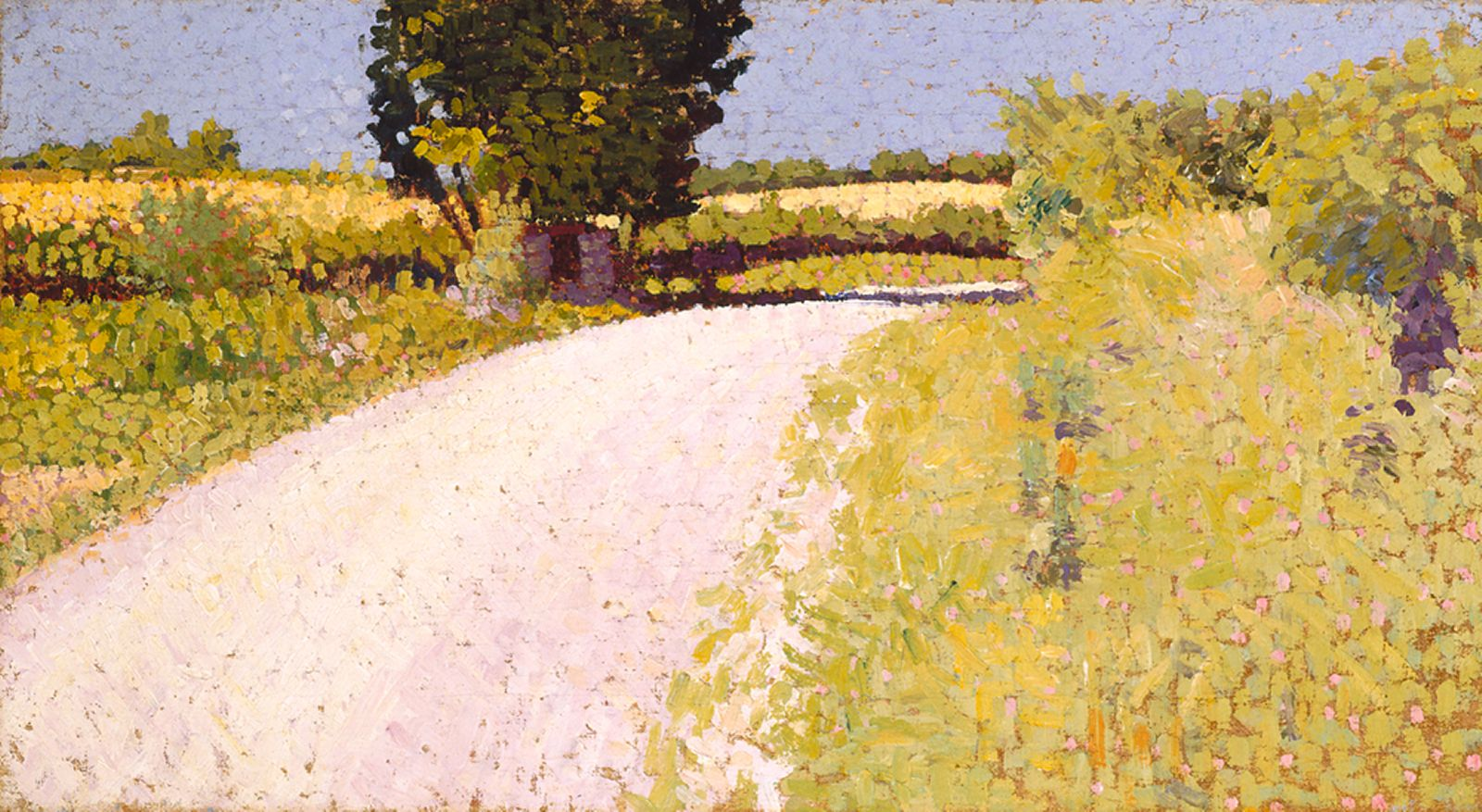
ممشى في الريف، ca. 1886
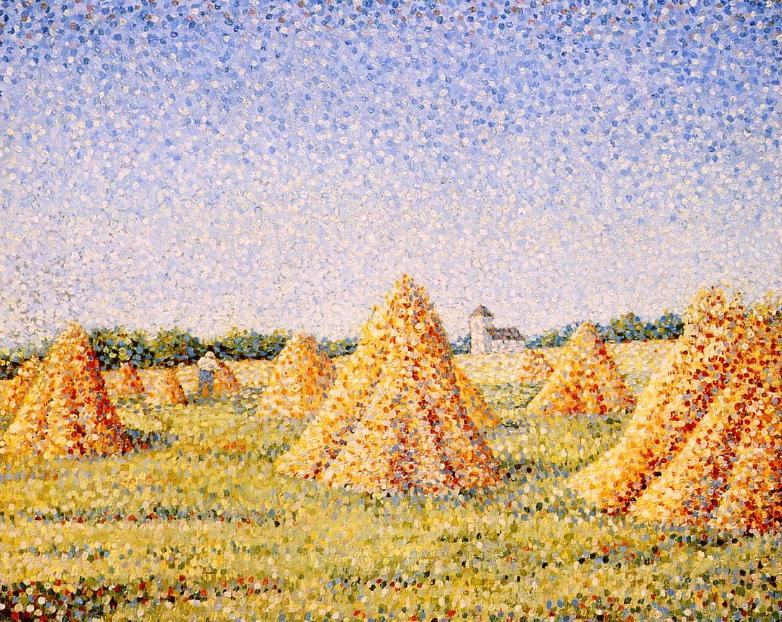
الحصاد، 1890
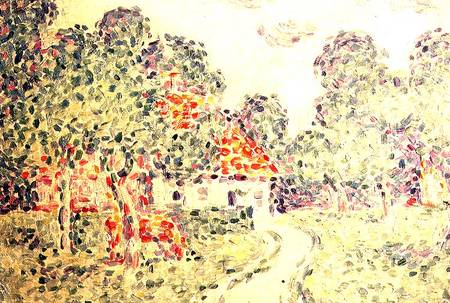
المزرعة الصغيرة، 1890
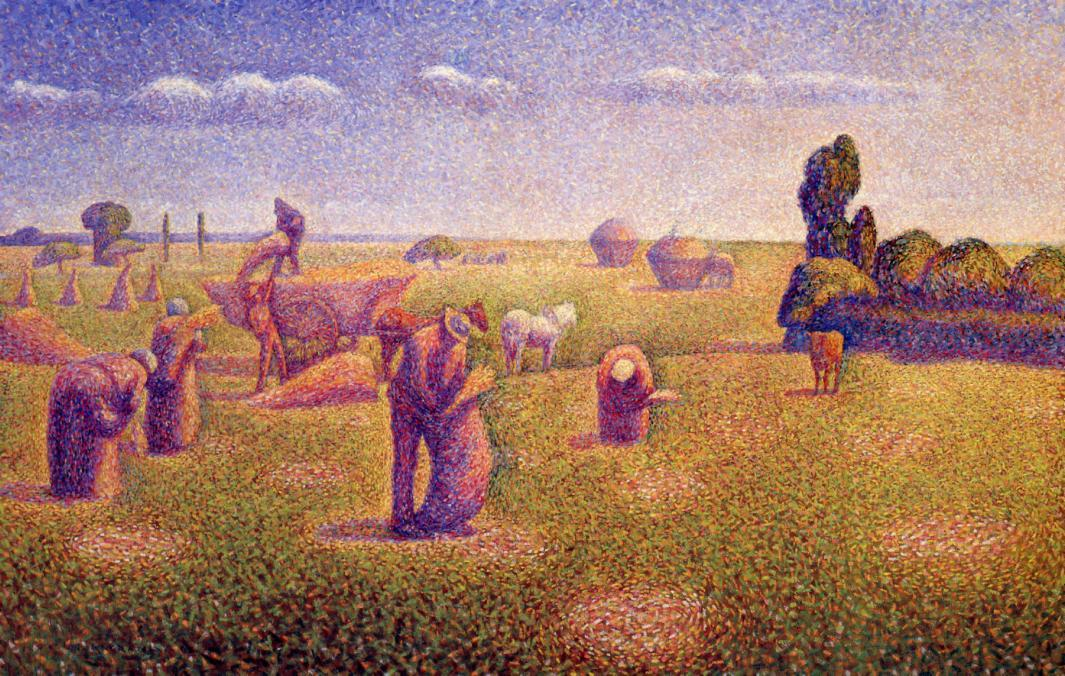
الحصادون، 1892
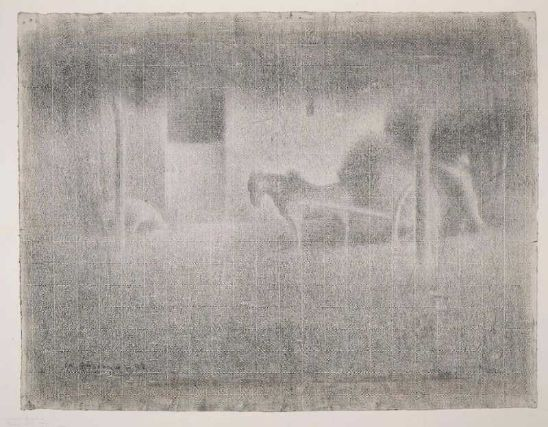
ساحة المزرعة، 1892
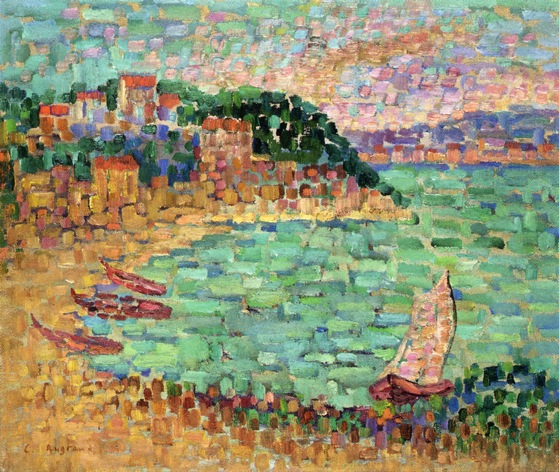
الميناء الصغير
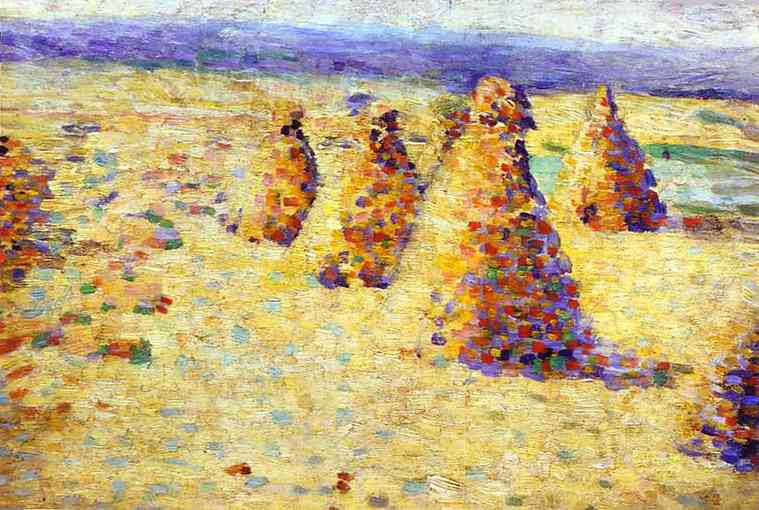
انحناءات القش في النورماندي
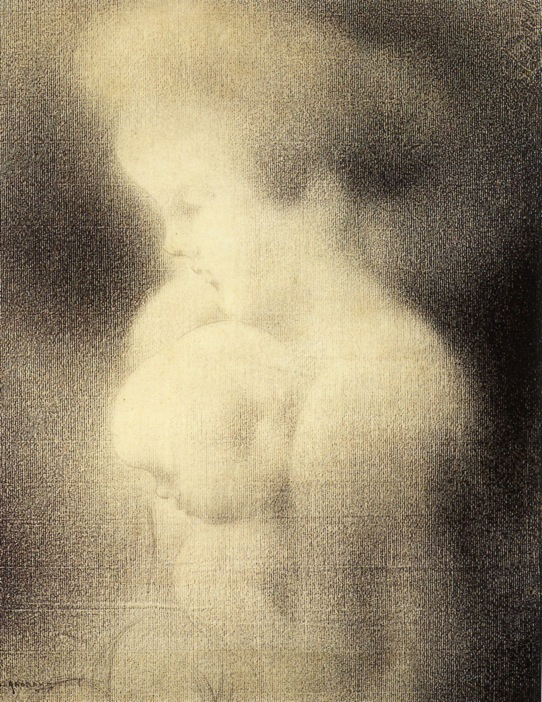
أم وطفل
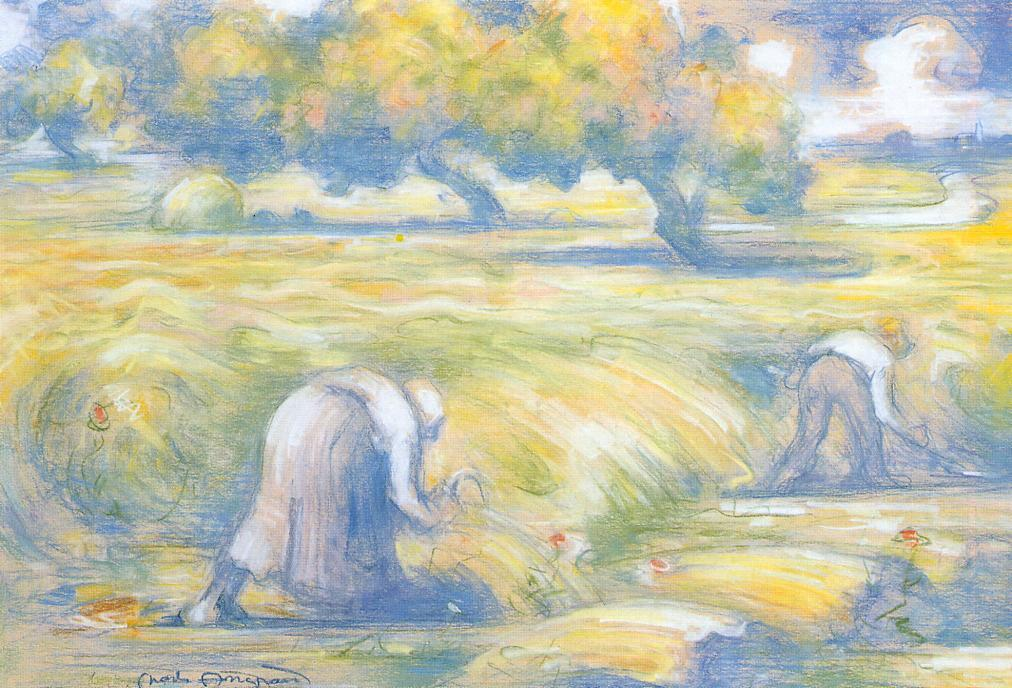
قمح